# 水野泰孝
水野泰孝（みずの やすたか、Yasutaka MIZUNO）は、日本の医師、医学者。学位は医学博士（東京慈恵会医科大学大学院・2003年）。グローバルヘルスケアクリニック・院長。専門は感染症内科（特に熱帯感染症・寄生虫感染症）、小児科、渡航医学など。新型コロナウイルスのパンデミックでは、多くの臨床をおこなう。
外務省医務官、国際協力機構（JICA）感染症顧問医、厚労省羽田空港検疫所医療専門職（非常勤）、東京医科大学病院 感染制御部長・感染症科診療科長などを歴任した。

## 略歴[3]
- 1988年 -  駒場東邦中学校・高等学校 卒業
- 1994年 - 昭和大学医学部医学科 卒業
- 1999年 - 長崎大学熱帯医学研究所
- 2001年 - タイ王国 マヒドン大学 熱帯医学部
- 2002年 - バングラデシュ 下痢症疾患研究所
- 2003年 - 東京慈恵会医科大学大学院 医学研究科（熱帯医学専攻）修了
- 2004年 - 国立国際医療センター（現・国立国際医療研究センター） 国際医療協力局 厚生労働技官
- 2005年 - 連合王国ロンドン大学 公衆衛生・熱帯医学部
- 2005年 - 国立国際医療センター病院 国際疾病センター（現・国立国際医療研究センター 国際感染症センター） 厚生労働技官
- 2007年- 外務省出向 在ベトナム日本国大使館一等書記官兼医務官
- 2010年- 東京医科大学病院 感染制御部・渡航者医療センター
- 2011年- 同 准教授
- 2013年- 東京医科大学病院 感染制御部部長・感染症科診療科長
- 2019年- 現職

現在の役職として、一般社団法人千代田区医師会理事（感染症担当）、東京都三鷹市感染症対策アドバイザーなどを務める。
総合旅行業務取扱管理者、スキューバダイビングインストラクター（PADI）の資格を持つ。

## 所属学会
- 日本感染症学会・評議員
- 日本熱帯医学会・評議員
- 日本小児科学会
- 日本アレルギー学会
- 日本化学療法学会・評議員
- 日本渡航医学会・評議員
- 日本臨床寄生虫学会・評議員
- 日本小児科医会・国際委員長

など

## 出演
- ニホンモニター- 新型コロナ関連専門家・テレビ番組出演本数ランキング
- キャンベルの四の五のYOUチャンネル- 新学期 警戒強化！子どもをコロナ感染から守るには
- 三鷹市公式動画チャンネル・感染症対策のアップデート
- 千代田区公式 You tube- 新型コロナ対策・若い世代へ感染予防のメッセージ
- 千代田区公式 You tube- 学校の新型コロナ感染症対策～安心な登園・登校のために～
- ザ・ドクター- グローバルヘルスケアクリニック・水野泰孝
- グローバルヘルスケアクリニック ホームページ　メディア情報